# Kevrenn de Rennes
La Kevrenn de Rennes est un bagad situé à Rennes. Vainqueur du championnat national des bagadoù à cinq reprises, il marque profondément l'histoire du championnat des années 1950 et 1960.